# Wick
Wick (v gaelštině Inbhir Uige) je město na severu Skotska, ve správní oblasti Highland. Leží na řece Wick, která vytéká z jezera Loch Watten. Ve městě žije téměř 9 000 obyvatel.
Na předměstí města Wick se nachází palírna Pulteney, která byla založena v roce 1826 Jamesem Hendersonem. V roce 1920 palírnu odkoupila společnost James Watson&Co Ltd. V období 1930 až 1950 byla uzavřena a v roce 1959 modernizována. Od roku 1995 ji vlastní společnost  Inver House Distillers. Je to nejseverněji položená palírna na území Skotska (mimo pevninu nejseverněji jsou palírny na Orknejských ostrovech).

## Pamětihodnosti
- Wick Heritage Centre – muzeum, ve kterém je zachycen vzestup a pád zdejšího sleďařského průmyslu
- Hrad Old Wick – zřícenina hradu z 12. století 1,5 km jižně od města u útesů Brough a Brig

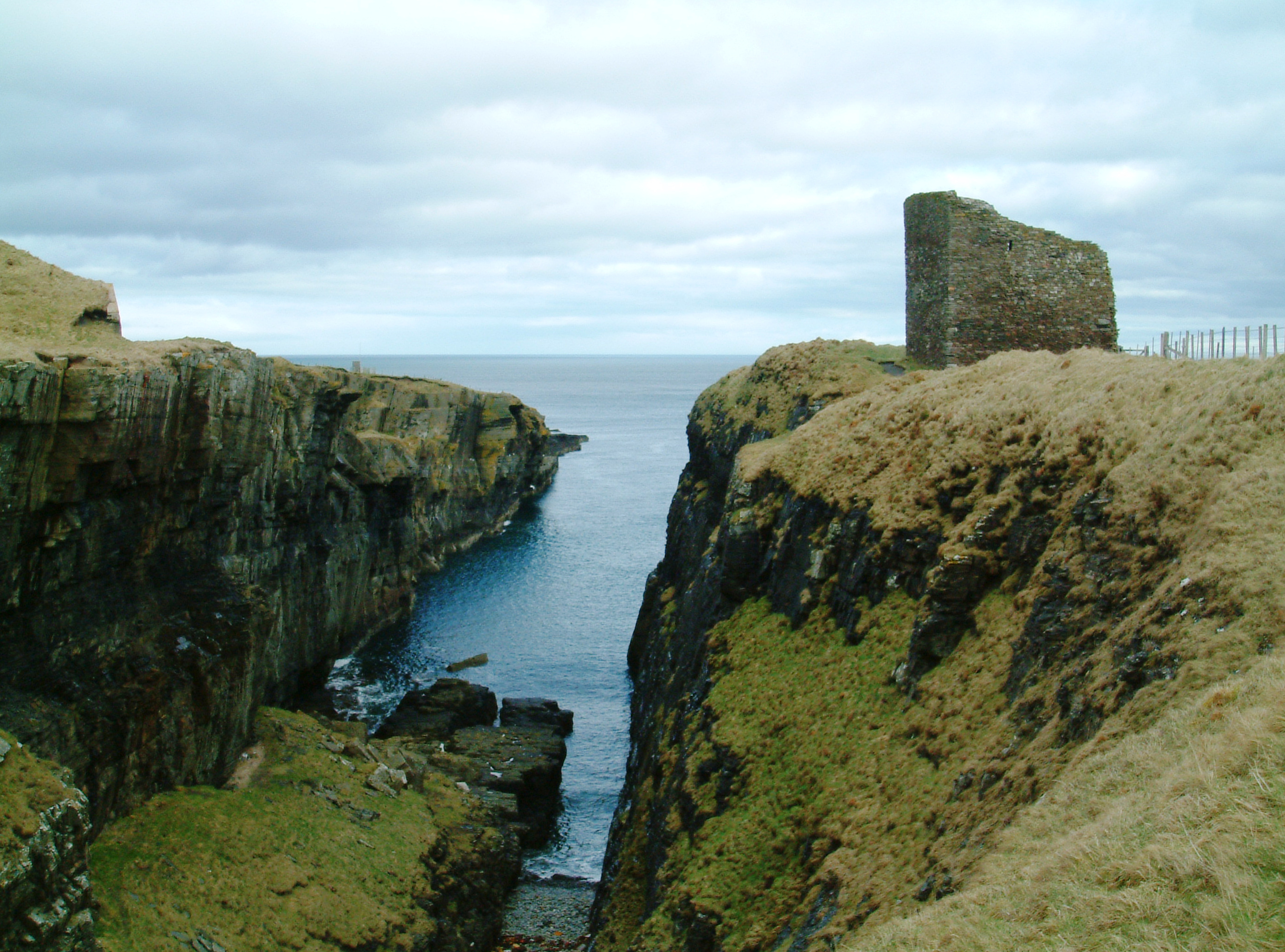
Hrad Old Wick

### Externí odkazy

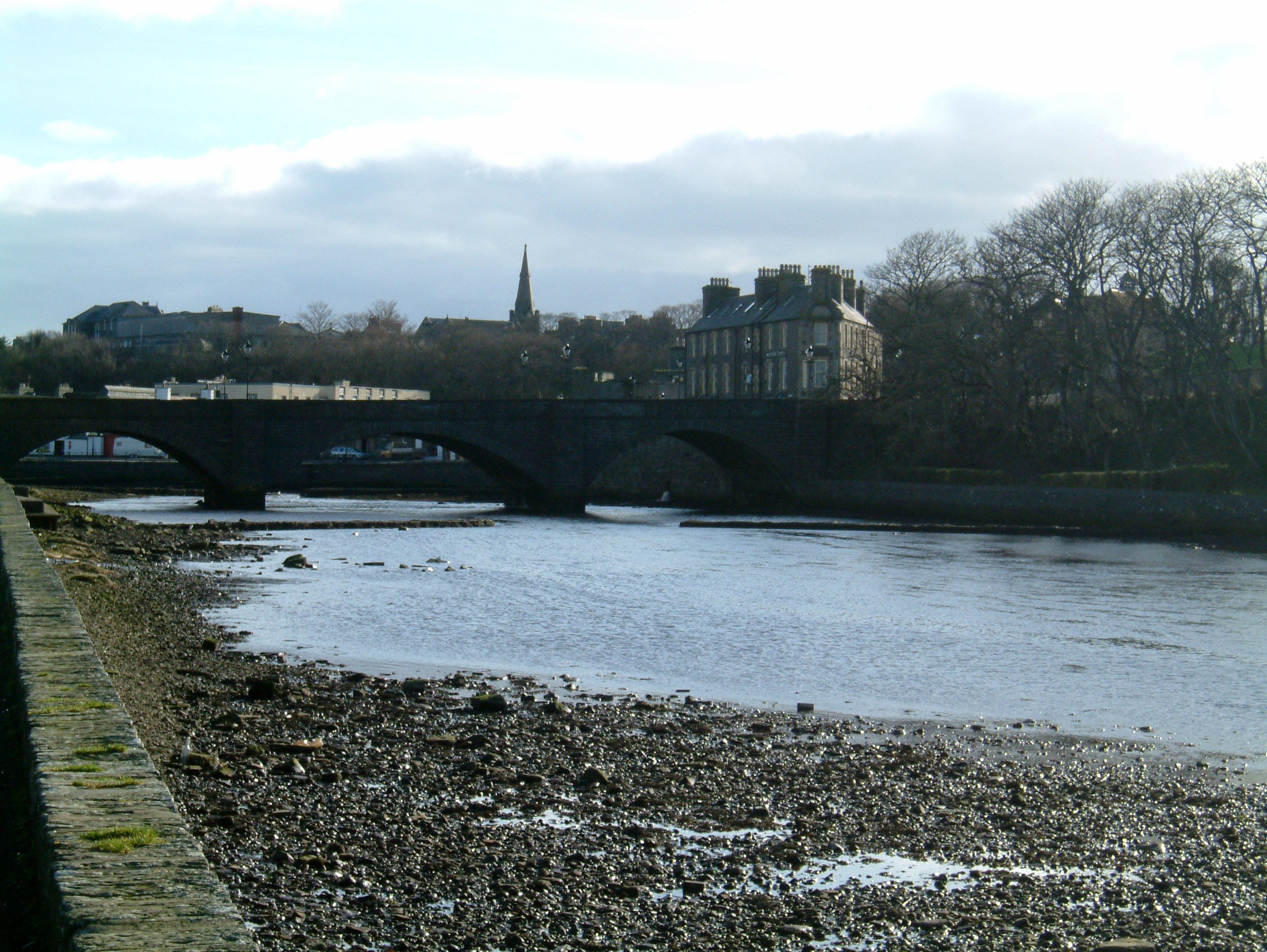
Skotské město Wick